# Гамелен, Жак Феликс Эммануэль
Жак Фе́ликс Эммануэ́ль Гамеле́н (фр. Jacques Félix Emmanuel Hamelin; 13 октября 1768 — 23 апреля 1839) — барон, французский адмирал, Ост-Индский капер.

## Биография
Жак Феликс Эммануэль Гамелен родился 13 октября 1768 года в Онфлёр (Кальвадос). В 1785 году поступил волонтёром в королевский флот, плавал у западных берегов Африки.

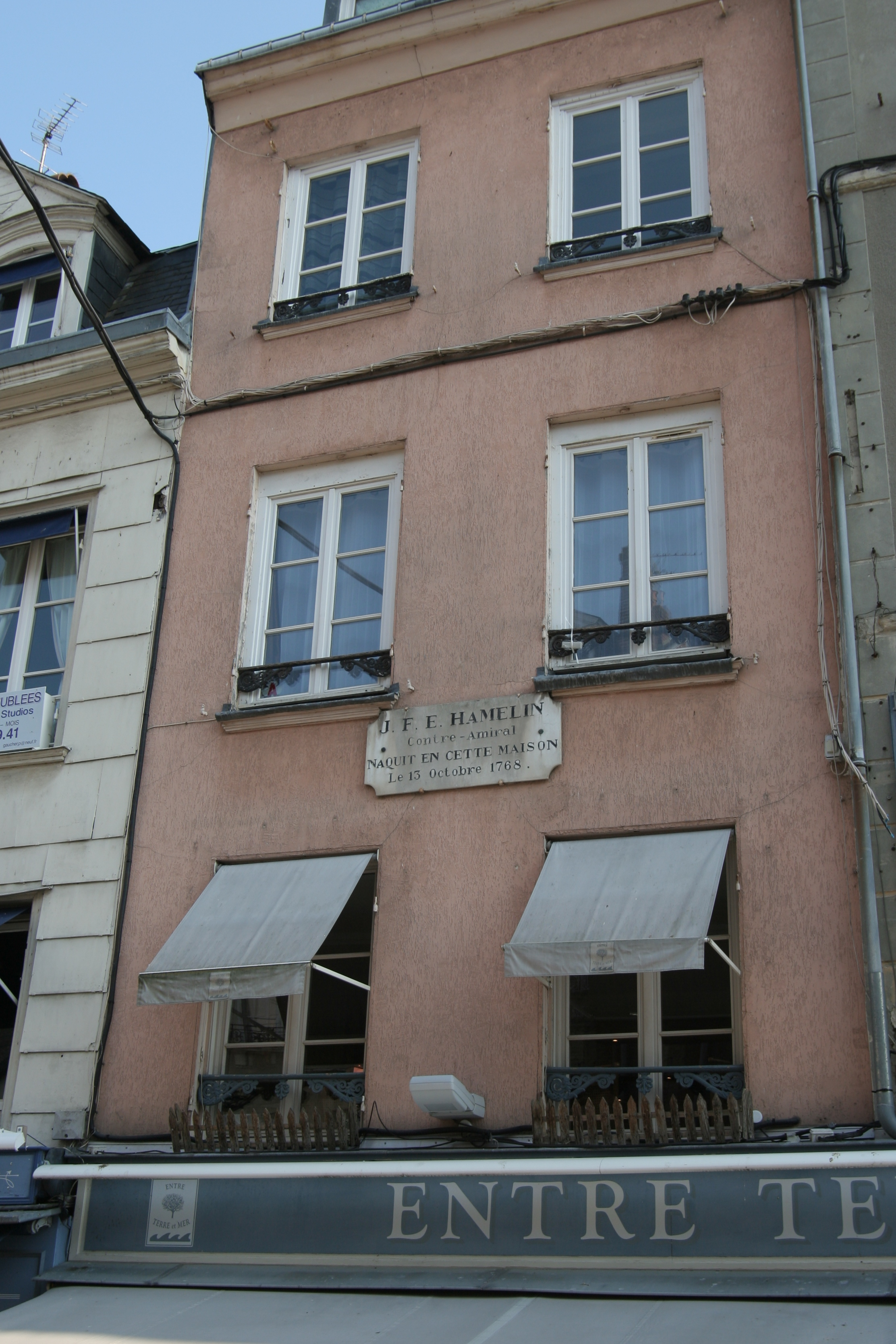
Дом где родился Гамелен

В 1792 году Гамелен в качестве матроса-рулевого принимал участие в кампаниях французского флота в Средиземном море и сражался у Ниццы и Кальяри.
В августе 1794 года Гамелен сдал офицерский экзамен и в том же году, состоя в эскадре адмирала Вилларе де Жуайеза, участвовал во многих её боях с англичанами и голландцами. При взятии на абордаж английского линейного корабля «Bervick» 7 марта 1795 года Гамелен был ранен. За отличие при захвате английского корабля «Cenceur» и разгроме торгового конвоя из тридцати судов Гамелен 7 октября 1795 года был произведён в лейтенанты флота.
Произведённый 21 ноября 1796 года в капитаны 2-го ранга Гамелен был назначен командиром фрегата «La Revolution» и на нём участвовал в Ирландской экспедиции 1797 года, а в 1800 году он вошёл в состав экспедиции капитана 1-го ранга Бодена, для исследования Южной Австралии. Во время экспедиции Боден скончался, и Гамелен занял его место.
Вернувшись в 1803 году во Францию, Гамелен в сентябре был произведён в капитаны 1-го ранга. Успех экспедиции обратил на него внимание Наполеона, который вскоре назначил Гамелена начальником отряда канонерских лодок Булонской флотилии.
Вспыхнувшая в 1805 году война с Австрией расстроила план нападения на Англию, и Гамелен был назначен командиром вновь построенного в Гавре фрегата «Venus», с которым скрытно пошел на остров св. Маврикия в Ост-Индских водах, где занялся каперскими операциями и вскоре стал грозой английского коммерческого флота. В бою при Гран-Порте (в 1810 году), командуя отрядом из трёх фрегатов и брига, Гамелен захватил английский фрегат «Iphigenia». Месяц спустя, Гамелен на своём фрегате напал близ Порта Наполеон на английский 40-пушечный фрегат «Ceylon» и после непродолжительного боя овладел им, но в тот же день, атакованный тремя неприятельскими судами, вынужден был отступить.

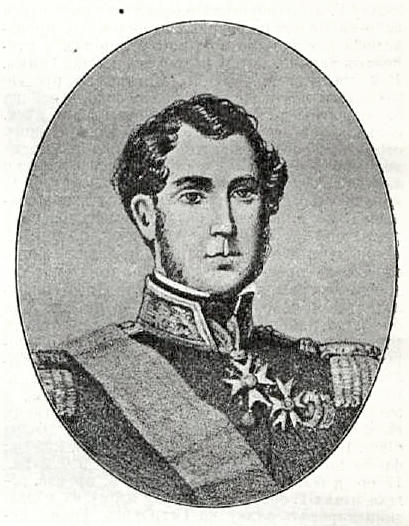
Фото из «ВЭС»

По возвращении во Францию в феврале 1811 года Жак Феликс Эммануэль Гамелен был произведён в контр-адмиралы, пожалован титулом барона и орденом Почётного легиона, затем был назначен командующим эскадрой устьев Шельды. Во время войны Шестой коалиции защищал против англичан берега Бельгии и Франции.
Получив в 1814 году Брестскую эскадру, Гамелен остался на службе и после воцарения Людовика XVIII и вскоре был назначен начальником штаба при командующем Тулонской эскадрой. В начале 1823 года он был пожалован званием великого командора ордена Почётного легиона.
Во время Испанской экспедиции французов в 1823 году, Гамелен командовал одной из эскадр под Кадисом, но расстроенное здоровье помешало ему принять активное участие в войне.
Последние годы жизни он занимал административные посты в морском министерстве, в частности был начальником службы морских картографов.
Жак Феликс Эммануэль Гамелен умер в городе Париже 23 апреля 1839 года. Впоследствии его имя было выбито на Триумфальной арке в Париже.
Его племянник Фердинанд Альфонс Гамелен также был адмиралом французского флота и при Наполеоне III занимал должность морского министра.